# Olle Stenholm
Lars Olof Oskar "Olle" Stenholm, född 6 februari 1942 i Stockholm, död 25 januari 2007, var en svensk journalist. Han var vid sin död Allmänhetens pressombudsman. Han var son till journalisten Uno Stenholm och skoldirektör Britta Stenholm samt far till journalisten Sara Stenholm Pihl.

## Biografi
Stenholm arbetade vid Dagens Nyheters utrikesredaktion 1965 för att gå till Ekoredaktionen 1967. År 1970 började han arbeta på den nystartade Rapportredaktionen och var korrespondent i Moskva 1971–1973. Sommaren 1973 intervjuade Stenholm den sovjetiske kärnfysikern Andrej Sacharov som framförde frän kritik mot sovjetsystemets brist på medborgerliga fri- och rättigheter. Radiointervjun ledde till att Olle Stenholm utvisades ur Sovjetunionen, men också till att han fick Stora journalistpriset.
Åren 1974–1976 arbetade Stenholm vid TV2:s faktaredaktion och var korrespondent i Washington, D.C. 1976–1979. År 1979 blev han utrikeschef för Rapport, en tjänst som han hade till 1987. Mellan 1987 och 1991 var han programledare för Magasinet i TV2. Åren 1993–1994 var han chef för Ekoredaktionen. Därefter var han programledare för Efter tre till 2000. Stenholm var ordförande för Publicistklubben 1990–1994. Han var dessutom i tio år (fram till sin död) ordförande i Stiftelsen Poppius journalistskola.
I januari 2001 tillträdde Stenholm som allmänhetens pressombudsman, en post han innehade till sin död 2007. Han är begravd på Galärvarvskyrkogården i Stockholm.